# نداشووا لهوتا
نداشووا لهوتا (به چکی: Nedašova Lhota) یک منطقهٔ مسکونی در جمهوری چک است که در ناحیه زلین واقع شده‌است. نداشووا لهوتا ۹٫۳۲ کیلومتر مربع مساحت و ۷۴۶ نفر جمعیت دارد و ۴۱۰ متر بالاتر از سطح دریا واقع شده‌است.